# Шифман, Михаил Аркадьевич
Михаил Аркадьевич Шифман (род. 4 апреля 1949, Рига, Латвийская ССР) — советско-американский физик, известный работами в области теоретической физики высоких энергий, в особенности — в квантовой хромодинамике. С 1990 года профессор Миннесотского университета (США), член Национальной академии наук США (2018).

## Биография
Михаил Шифман родился в Риге в 1949 году, затем семья переехала на Украину, а в 1952 году — в Москву.
В 1966 году поступил в МФТИ, окончил в 1972 году с отличием (тема диплома: «Задача двухмюонных распадов KL»).
В 1976 году защитил кандидатскую диссертацию в Институте теоретической и экспериментальной физики, где работал под руководством Б. Л. Иоффе, В. И. Захарова и А. И. Вайнштейна. Тема кандидатской диссертации: «Взаимодействия на малых расстояниях в калибровочных теориях». Там же в ИТЭФ в 1983 году защитил докторскую диссертацию «Правила сумм квантовой хромодинамики и свойства адронов».
Продолжал работать в ИТЭФ до 1989 года, затем провёл год в Университете Берна.
С 1990 года — профессор физики Миннесотского университета.
Член (Fellow) Американского физического общества (1997 — «За основополагающий вклад в непертурбативную динамику в калибровочных теориях (КХД и суперсимметричные теории) и её наблюдаемые следствия»).
В 2005 году Михаил Шифман выступил составителем и редактором сборника You Failed Your Math Test, Comrade Einstein, посвящённого исследованию проблем, с которыми сталкивались советские евреи в университетах.

## Общественная позиция
В феврале 2022 года подписал открытое письмо российских учёных и научных журналистов с осуждением вторжения России на Украину и призывом вывести российские войска с украинской территории.

## Научный вклад
Предложен (совместно с В. И. Захаровым и А. И. Вайнштейном) пингвинный механизм (см. пингвин-диаграмма) переходов с изменением аромата в адронах (кварках).
Выведен класс низкоэнергетических теорем, проистекающих из следовой аномалии КХД.
Введено понятие глюонный конденсат, разработаны правила сумм (правила сумм Шифмана — Вайнштейна — Захарова).
Предложен аксион (аксион Кима — Шифмана — Вайнштейна — Захарова).
Получены точные решения в суперсимметричных калибровочных теориях (глюинный конденсат, бета-функции). Решена задача аномалии и голоморфии.
Введена симметрия тяжёлых кварков.
Расширена конструкция Годдарда — Кента — Олива в двумерной конформной теории поля.
Решён ряд других задач, многие из которых также связаны с суперсимметричными теориями.

## Награды и отличия
- Премия Гумбольдта, 1993
- Премия Сакураи, 1999 (совместно с В. И. Захаровым и А. И. Вайнштейном за «фундаментальный вклад в понимание непертурбативной КХД, нелептонных слабых распадов и аналитических свойств суперсимметричных калибровочных теорий»)[24]
- Премия Юлия Эдгара Лилиенфельда, 2006 ("за вклад в теоретическую физику высоких энергий, в частности за понимание сильного взаимодействия и динамики в суперсимметричных калибровочных теориях, и за приобщение широкой общественности к волнующему чувству, связанному с наукой)[25]
- Занимал кафедру Блеза Паскаля[англ.], 2007[26]
- Премия имени И. Я. Померанчука, 2013[27]
- Медаль Дирака, 2016[28]

## Публикации
Автор более 300 статей и 8 книг и ряда книг:
- M. A. Shifman (ed.), Vacuum Structure and QCD Sum Rules, North-Holland, Amsterdam, 1992. ISBN 0-444-89746-1
- M. A. Shifman, Instantons in Gauge Theories, World Scientific, Singapore, 1994. ISBN 981-02-1681-5
- M. A. Shifman, ITEP Lectures on Particle Physics and Field Theory, World Scientific, Singapore, 1999. ISBN 981-02-2640-3
- M. A. Shifman (ed.), The Many Faces of the Superworld: Yuri Golfand memorial volume, World Scientific, Singapore, 1999. ISBN 981-02-4206-9
- M. A. Shifman (ed.), At the frontier of particle physics: handbook of QCD: Boris Ioffe festschrift, World Scientific, Singapore, 2001. ISBN 981-238-028-0
- M. A. Shifman, Advanced Topics in Quantum Field Theory: A Lecture Course, Cambridge University Press, 2012, ISBN 978-0-521-19084-8, 2nd Edition 2022
- G. L. Kane[англ.], M. A. Shifman, The Supersymmetric World: The Beginnings of the Theory, World Scientific, Singapore, 2000. ISBN 981-02-4539-4
- You Failed Your Math Test, Comrade Einstein: Adventures And Misadventures of Young Mathematicians, Or Test Your Skills in Almost Recreational Mathematics (англ.) / Edited by M. Shifman. — World Scientific Publishing Company, 2005. — 210 p. — ISBN 9812562796. — ISBN 978-9812562791.
- Михаил Шифман. Рукопись, которой не было: Евгения Каннегисер — леди Пайерлс. — М.: Время, 2020. — 320 с. — ISBN 5969119237. — ISBN 978-5969119239. — художественно-документальная повесть, посвящённая жизни и судьбе четы Пайерлсов.